# Тріщини висихання
Тріщини висихання (рос. трещины усыхания (высыхания); англ. shrinkage cracks, desiccation cracks, drying cracks, sun-cracks, mud cracks; нім. Trocknungsrisse m pl) — тріщини, які виникають у тонкозернистих осадах при їх висиханні та зменшенні об'єму (наприклад, тріщини поверхні такирів у пустелях). Їх глибина, як правило, не перевищує кількох сантиметрів.
У глинах відомі тріщини висихання глибиною до 3 м і шириною до 10-15 см, дуже рідко до 1 м. Тріщина висихання бувають прямими та викривленими. У поперечному перерізі зустрічаються прямокутні, V-подібні, рідше іншої форми. У викопному стані тріщини висихання заповнені уламковим матеріалом або іншими гірськими породами, які утворилася на розтрісканій поверхні.